# Реєстрове козацтво
Реєстро́ві козаки́ — частина українського козацтва, прийнята на військову службу владою Речі Посполитої і записана в окремий список — реєстр, з цього й назва — реєстрові козаки.

## Створення реєстрового козацтва
Спроби організації українського війська реєстрового козацтва сягають 1524 року, у якому Великий князь литовський і король Польщі Сигізмунд I Старий доручив Семену Полозовичу і Кшиштофу Кмітичу організувати козацький відділ на державну службу. Через брак фінансів цей проект не реалізовано. Подібна доля зустріла пропозицію черкаського старости Остафія Дашковича. У короля вважали, що створення урядових козацьких формацій допоможе контролювати козацькі рухи й стримувати протитатарські акції козаччини.
Військо реєстрових козаків було створене 1571 року коронним гетьманом Юрієм Язловецьким, що прийняв на коронну службу 300 низових козаків (до того вони були на його приватній службі з 1569 року), видавши «Конституцію Язловецького гетьмана з Бучача із козаками низовими запорозькими року Божого 1571». Його було укладено в Черкасах. Над козаками Язловецьким було поставлено гетьмана і старшого Валентія Ольшовицького. Платили козакам по 2 копи литовських грошей двічі на рік. 2 червня 1572 король Сигізмунд II Август своїм універсалом фактично закріпив «Конституцію Язловецького...». Відтоді зустрічаємо назву реєстрові козаки на противагу нереєстровим козакам, які були поставлені у напівлегальне становище.

## Привілеї реєстрових козаків
Реєстрових козаків звільнено від юрисдикції локальних урядів і піддано владі «козацького старшого» (перший «старший» — шляхтич Ян Бадовський). За Стефана Баторія реєстр збільшено документом від 16 вересня 1578 року до 500 осіб, потім — до 600 козаків і козацьким гетьманом («dux supremus») призначено брацлавського кастеляна, черкаського старосту князя Михайла Вишневецького.
1590 року загальний сейм Речі Посполитої ухвалив збільшити реєстр до 1000 козаків. Крім оборони кордонів реєстровці мали стримувати інших козаків (не реєстрованих) від самовільних виправ на Молдавію, головний табір перенесли з Базавлуку до урочища Кременчуг на молдавському березі Дністра. Базою провіанту та матеріальної підтримки замість Черкаського староства стало Снятинське. Снятинський староста Миколай Язловецький став «старшим над козаками», Оришевський Ян — його «поручником» (заступником).
Реєстрові козаки одержали додаткові привілеї: звільнення від податків, право землеволодіння, самоуправління з назначеною старшиною; вони мали свій прапор, литаври й інші інсигнії. Реєстрові козаки одержували платню грішми й одягом; їм передано у власність містечко Трахтемирів з Зарубським монастирем для розміщення арсеналу і військового шпиталю (див. Трахтемирівський монастир). Реєстрові козаки дістали офіційну назву Запорозького, або Низового війська.

## Обов'язки реєстрових козаків
Реєстрові козаки були зобов'язані відбувати службу на Наддніпрянщині й посилати за наказом уряду Речі Посполитої загони на Дніпрові пороги. Намагання короля Стефана Баторія і його наступників контролювати через реєстр зростання українського козацтва виявилися марними. Ці козаки несли службу на найнебезпечнішому кордоні, через який татари нападали на українські землі. Цей особливий реєстр був створений з метою мати в разі татарських нападів завжди напоготові 2 000 козаків. Вони були на самозабезпеченні. Тільки під час військових походів отримували незначну платню. Як дарунок раз в рік отримували кожух і один дукат.
Консолідаційний процес козаччини під кінець 16 ст. концентрувався навколо двох різних осередків: Запорожської Січі на Низу і Трахтемирова. Січ стала вогнищем незалежного козацтва, а Трахтемирів реєстрового, яке репрезентувало назагал консервативні козацькі кола.

## Відносини з шляхетським урядом Речі Посполитої
1591 р. зверхником реєстровців було призначено хмільницького старосту Міхала Язловецького; Кшиштоф Косинський, готуючись до нападу на маєтки Острозьких, вказував, що староста М.Язловецький не поспішає виплачувати належну козакам платню.
Під час козацьких повстань 1591–1596 рр. сеймовими постановами реєстрове козацтво було ліквідовано. Але 1599 р. почалося нове складання реєстру. В 1-й половині 17 ст. чисельний склад реєстрового козацтва не був сталий. Козацтво вело боротьбу за розширення реєстру. Шляхетський уряд Речі Посполитої намагався зменшити чисельність реєстрових козаків. Однак під час воєн шляхетський уряд Речі Посполитої з метою збільшення збройних сил був змушений закликати все боєздатне козацтво до реєстрового війська, яке тимчасово зросло до кількох десятків тисяч чоловік.
- У 1617 році сейм затвердив реєстрове військо в кількості 1 000 чоловіків. За Раставицькою угодою 1619 р. реєстр встановлювався в 3 000 чол.
- Під час Хотинської війни 1620–1621 рр. П.Сагайдачний привів під Хотин 40 тис. запорозьких козаків.
- Куруківський договір 1625 р. встановлював 6-тисячний реєстр.
- За гетьмана М.Дорошенка було сформовано 6 реєстрових полків.
- Після розгрому козаками шляхетського війська Речі Посполитої в Переяславському бою 1630 р. (див. Переяславська угода 1630) реєстр було збільшено до 8 тис. чоловік.
- Участь Балтійської козацької флотилії з 1500 реєстрових козаків під проводом Костянтина Вовка у польсько-шведському військовому конфлікті 1635 року.
- Внаслідок поразки селянсько-козацького повстання 1637 р. (див. повстання Павлюка) реєстр було зменшено до 6 тис. чол. та обмежено козацьке самоврядування.

Складання реєстрів супроводжувалося загостренням боротьби в Україні. Десятки тисяч виключених з реєстру, так званих виписних козаків (випищиків), шляхетський уряд Речі Посполитої не визнавав за козаків. Щоб позбутися закріпачення, вони тікали на Запоріжжя — центр визвольної боротьби українського народу проти шляхетського гніту Речі Посполитої. Тому під час складання реєстру на Придніпров'ї розміщувалися значні сили шляхетського війська Речі Посполитої.

### Утиски реєстрових козаків
Реєстрові козаки зазнавали утисків від коронних феодалів. Шляхетський уряд Речі Посполитої роздавав козацькі землі шляхті та магнатам. Особливо посилився гніт та переслідування реєстрових козаків після Ординації 1638 р.
Реєстрові козаки не раз підтримували визвольні виступи народних мас, брали участь у антифеодальних селянсько-козацьких повстаннях кінця 16 — 1-ї пол. 17 ст. під керівництвом Криштофа Косинського, Северина Наливайка, Івана Сулими, Карпа Скидана, Якова Острянина та інших. Лише невелика частина реєстрової старшини, захищаючи свої особисті інтереси, проводила угодовську політику, зраджувала свій народ, допомагаючи шляхетським загарбникам Речі Посполитої придушувати визвольні народні повстання.
Великий коронний гетьман Миколай Потоцький-«ведмежа лапа», неприхильно налаштований до козацтва, в листопаді 1647 стверджував, що ті зазнають «нечуваних і невимовних кривд» від старост, державців.

## Відомі особи, факти
1594 р. зі зверхником реєстровців Миколаєм Язловецьким про похід на татар, які повертатимуться з походу із Угорщини, домовлявся посланець Папи Климентія VIII — хорватський священик Комулович. Похід не вдався (частина реєстровців втекла по дорозі); невдовзі Миколай Язловецький помер.

## Підсумок
Реєстрові козаки відіграли значну роль і в боротьбі українського народу проти османсько-татарської агресії. Під час визвольної війни українського народу 1648–1654 рр. внаслідок масового покозачення селян і міщан та переходу на сторону повсталого народу реєстрові козаки, збройні сили селянсько-козацького війська досягли понад 100 тис. чол. Не мали успіху спроби шляхетської Речі Посполитої обмежити число козаків: 40 тис. (Зборівський договір 1649), 20 тис. (Білоцерківський мирний договір 1651).
Зборівський договір (18 серпня 1649) — Чисельність козаків Війська Запорозького обмежувалась реєстром у 40 000 осіб.
| #  | Місто полків реєстрових козаків | Число реєстрових козаків |
| -- | ------------------------------- | ------------------------ |
| 1  | Біла Церква                     | 2990                     |
| 2  | Брацлав                         | 2662                     |
| 3  | Кальник                         | 2050                     |
| 4  | Канів                           | 3167                     |
| 5  | Київ                            | 2002                     |
| 6  | Корсунь                         | 3470                     |
| 7  | Кропивна                        | 1993                     |
| 8  | Миргород                        | 3009                     |
| 9  | Ніжин                           | 991                      |
| 10 | Переяслав                       | 2986                     |
| 11 | Полтава                         | 2970                     |
| 12 | Прилуки                         | 1996                     |
| 13 | Умань                           | 2977                     |
| 14 | Черкаси                         | 2990                     |
| 15 | Чернігів                        | 998                      |
| 16 | Чигирин                         | 2230                     |
Народно-визвольна війна 1648–1654 рр. скасувала реєстри як політичні документи шляхетського уряду Речі Посполитої, що обмежували чисельність українського козацтва. Замість реєстрів почали складати компути (списки), на підставі яких визначали приналежність до козацького стану.
Після 1654 р. назва «реєстрові козаки» поступово вийшла з ужитку і замінилася термінами «городові козаки», з 1735 р. — «виборні козаки».

## Козацько-селянські повстання кінця XVI— 30-ті роки XVII ст.
Козацько-селянські повстання 20-30-х років XVII століття сильно вплинули на зміну чисельності козацького реєстру. 
Перша масштабна польсько-козацька війна цього періоду відбулася 1625 року. Збройними діями з боку козаків керував Марко Жмайло. У результаті конфлікту було укладено Куруківську мирну угоду, згідно з якою реєстр збільшувався до 6 тис. осіб. До підписання угоди козаків у реєстрі було 3 тис. Наступного разу реєстр збільшився у 1630 році внаслідок підписання Переяславської мирної угоди між козаками Тараса Федоровича (Трясила) та поляками до 8 тис. Внаслідок польсько-козацького збройного конфлікту 1635 року з Іваном Сулимою на чолі козаків чисельність реєстру не змінилася.
Після перемоги польського війська над козаками Павла Бута та Якова Остряниці у 1637-1638 роках сейм Речі Посполитої ухвалив "Ординацію Війська Запорозького", за якою реєстр становив 6 тисяч осіб. Така чисельність зберігалась протягом наступних 11 років - до укладення Зборівського договору (1649 р.), за яким реєстр збільшувався до 40 тис. козаків.